# Ernst Schilling (Parteifunktionär)
Ernst Schilling (* 25. Oktober 1901 in Berlin; † 25. November 1954 in Ost-Berlin) war ein deutscher KPD-Funktionär.

## Leben und Tätigkeit
Schilling war der Sohn einer alleinerziehenden Pelznäherin. Er erlernte das Bäckerhandwerk. Seit 1923 war er politisch in der KPD organisiert.
In den Jahren 1925 und 1926 war Schilling Betriebsratsvorsitzender einer Brotfabrik in Berlin-Weißensee. 1927 wurde er Unterbezirks-Instrukteur der KPD-Bezirksleitung Berlin-Brandenburg. 1931 erhielt er eine Anstellung bei der sowjetischen Handelsvertretung.
Als Angehöriger des AM-Apparats der KPD absolvierte Schilling 1932/33 unter dem Decknamen Moritz einen Lehrgang an der Militärpolitischen Schule der Komintern in Moskau. 1933 kehrte er nach Deutschland zurück, wo inzwischen die Nationalsozialisten an die Macht gelangt waren, um dort illegal für die nun verbotene KPD zu arbeiten. Im Januar 1934 wurde er als Grenzabschnittsleiter der KPD in die Tschechoslowakei geschickt.
Nach der Besetzung der Sudetengebiete emigrierte Schilling im November 1938 nach Großbritannien, wo er von September 1939 bis Mai 1940 beim Czech Refugee Trust arbeitete. Anschließend lebte er kurzzeitig als Farm- und Forstarbeiter in Cumberland. Von Juli bis Dezember 1940 wurde er infolge des Ausbruchs des Zweiten Weltkriegs als „feindlicher Ausländer“ auf der Isle of Man interniert. Nach seiner Freilassung arbeitete er bis 1947 als Bäcker in London. Dort wurde er 1943 Mitglied der KPD-Parteileitung in Großbritannien und Mitglied der Bewegung Freies Deutschland.
Von den nationalsozialistischen Polizeiorganen wurde Schilling derweil als Staatsfeind eingestuft: Im Frühjahr 1940 setzte das Reichssicherheitshauptamt in Berlin ihn auf die Sonderfahndungsliste G.B., ein Verzeichnis von Personen, die im Falle einer erfolgreichen deutschen Invasion Großbritanniens durch die Sonderkommandos der SS-Einsatzgruppen mit besonderer Priorität ausfindig gemacht und verhaftet werden sollten.
Im August 1947 kehrte Schilling nach Berlin zurück. Er wurde Mitglied der SED und arbeitete zeitweise als Sekretär, bevor er von 1949 bis 1953 als 1. Vorsitzender des Zentralverbandes der IG Nahrung-Genuß-Gaststätten und Mitglied des FDGB-Bundesvorstandes amtierte.